# Leoncije
Leoncije je bio bizantski car vladao je (695. – 698.). 
Porijeklom je bio Izaurijac, a kao vrlo sposobni vojni zapovjednik služio je nekoliko careva. Konstantin IV. ga je imenovao strategom temata Anatolikon. Justinijan II. Rinotmet ga je 686. godine poslao u rat protiv Arapa u Armeniji i Gruziji. Porazivši Arape uspješno je ratovao u Albaniji i Azerbajdžanu stekavši velik plijen, ali i glas okrutnog vojskovođe. Pohod je bio uspješan, pa je kalif Abd al Malik pristao obnoviti mirovni ugovor s Bizantom i to pod puno povoljnijim uvjetima od ranijeg, koji je sklopljen za vladavine Konstantina IV. Kalif je pristao na podjelu prihoda iz Armenije, Iberije i Cipra i pristao plaćati veći godišnji danak Bizantincima. 692. godine Bizantinci su pretrpjeli težak poraz kod Sebastpolisa zbog dezertiranja slavenskih četa. Car je smatrao Leontija odgovornim, pa ga je zatočio u Carigradu. No 695. godine zbog problema s Arapima car ga je imenovao strategom temata Helada. Čim se dočepao slobode, Leontije je poveo pobunu protiv cara. Uz pomoć stranke plavih i patrijarha Kalinika, Leontije je zarobio Justinijana II. i proglasio se carem. Svrgnutom caru je dao odsjeći nos i jezik, te ga je poslao u progonstvo u Herson na Krimu. 
Leontije se odlučio vladati umjereno, no upravo je manjak agresivnost potakao kalifa Abd al Malika da napadne bizantsku Afriku i 697. godine zauzme Kartagu. Car je poslao Ivana Patricija da oslobodi bizantsku Afriku. Ivan je zauzeo Kartagu, pojavivši se iznenada u gradskoj luci. Arapi su poslali pojačanja, pa je Ivan morao napustiti grad i povući se na Kretu radi pregrupiranja trupa. Bojeći se careva gnjeva zbog neuspjeha skupina časnika se pobunila i proglasila Apsimara, drungarija teme Ciberiota za cara. Apsimar je prikupio flotu i isplovio prema Carigradu, u kojem je tada harala kuga. Nakon nekoliko mjeseci opsade grad se 698. godine predao pobunjenicima. Apsimar je uzeo ime Tiberije III. Apsimar i zarobljenom Leontiju dao odsjeći nos. Svrgnuti car je zatočen u samostanu u Carigradu. Nakon što se car Justinijan II. vratio na vlast, dao je pogubiti Leontija.
| Prethodnik:                           | Bizantski carevi | Nasljednik:                         |
| Justinijan II. Rinotmet (685. – 695.) | Bizantski carevi | Tiberije III. Apsimar (698. – 705.) |